# Enicospilus teutys
Enicospilus teutys là một loài tò vò trong họ Ichneumonidae.